# 蒙特萨克罗
蒙特萨克罗（Monte Sacro）是意大利罗马市的第 16新城分区（''quartieri''）。

## 名胜
- 意大利青年刀斧手 总部，位于亚得里亚海大道
- 诺蒙塔纳桥